# Pāvels Doroševs
Pāvels Doroševs, né le 9 octobre 1980 à Riga en Lettonie, est un footballeur international letton, qui évolue au poste de gardien de but à l'Atlantas Klaipėda en Lituanie.

## Biographie

### Carrière de joueur
Pāvels Doroševs dispute deux matchs en Ligue Europa avec le club du Liepājas Metalurgs. 

### Carrière internationale
Pāvels Doroševs compte trous sélections avec l'équipe de Lettonie entre 2012 et 2013. 
Il est convoqué pour la première fois par le sélectionneur national Aleksandrs Starkovs pour un match amical contre la Pologne le 22 mai 2012 (défaite 1-0). Il reçoit sa dernière sélection le 28 mai 2013 contre la Turquie (3-3).

## Palmarès
- Avec le Skonto Riga
  - Champion de Lettonie en 2000 et 2001
  - Vainqueur de la Coupe de Lettonie en 2000 et 2001

- Avec le Neftchi Bakou
  - Vainqueur de la Coupe d'Azerbaïdjan en 2014

- Avec le FK Liepāja
  - Champion de Lettonie en 2015